# 世界客屬懇親大會
世界客屬懇親大會，簡稱「世客會」，是為全球華人客屬鄉親聯絡鄉誼和進行跨區交往的載體，也是各國、各地區客家人開展經濟合作與文化交流的重要舞台。大會自1971年伊始，通常每兩年召開一屆。

## 概況與由來
由於歷史等原因，客家人散居於世界各地，形成了大小不一的客屬社團和組織。
1971年9月28日，香港乃至亞太最具影響力的客屬組織——香港崇正總會為慶祝其成立50週年暨「崇正大廈」竣工落成，邀請了全球47個客屬社團（共含代表250多名）於香港九龍彌敦道的「國際大酒樓」以及設在香港跑馬地的「崇正總會大禮堂」進行聚會。經由與會代表決議，此次活動被確認為「首屆世界客屬懇親大會」，併計劃每隔兩年於世界相關城市舉辦新一屆的會議。
此後，世界各地的客屬團體繼承了「懇親大會」這一活動程序，並將之逐步擴展，形成了全球客屬鄉親的聯誼機制、團聚場合與合作平台。

## 大會基本內容
- 主席团会议：拟定应届大会的议程、研究各地客属社团的提案、确定下一届世客会的主办社团与地点；
- 开幕式：客家民俗民间文艺表演；
- 乡情报告会：由各地客属社团报告乡情；
- 国际客家学研讨会；
- 经贸洽谈会；
- 客家文化艺术展；
- 品尝客家风味小吃；
- 旅游观光；
- 闭幕式、交接仪式及文艺晚会。[2]

## 歷屆世客會
以下為歷屆世客會的舉辦年份、城市和主題：
| 届次 | 時間                    | 舉辦城市 | 國家或地區   | 主題                              | 備註                                  |
| ---- | ----------------------- | -------- | ------------ | --------------------------------- | ------------------------------------- |
| 1    | 1971年9月28日           | 香港     | 香港         |                                   |                                       |
| 2    | 1973年10月5日至8日      | 臺北     | 臺灣         |                                   |                                       |
| 3    | 1976年10月7日至9日      | 臺北     | 臺灣         |                                   | 原訂於泰國，後因局勢動盪而變更。      |
| 4    | 1978年9月29日至10月2日  | 三藩市   | 美国         |                                   |                                       |
| 5    | 1980年10月3日至7日      | 東京     | 日本         |                                   |                                       |
| 6    | 1982年9月25至26日       | 曼谷     | 泰國         |                                   |                                       |
| 7    | 1984年10月7日至9日      | 臺北     | 臺灣         |                                   |                                       |
| 8    | 1986年5月19日           | 波累     | 模里西斯     |                                   |                                       |
| 9    | 1988年10月21至22日      | 三藩市   | 美国         |                                   |                                       |
| 10   | 1990年6月8日            | 亞庇     | 马来西亚沙巴 |                                   |                                       |
| 11   | 1992年10月6日至8日      | 高雄     | 臺灣         |                                   | 原訂於香港，因故而改動。              |
| 12   | 1994年12月6日           | 梅州     | 中国廣東     |                                   | 首次由中國大陸方面承辦                |
| 13   | 1996年11月9日           | 滨海中心 | 新加坡       |                                   | 會議地點為新達城，與開幕地點不同。    |
| 14   | 1998年10月6日           | 臺北     | 臺灣         |                                   |                                       |
| 15   | 1999年11月4日至7日      | 吉隆坡   | 马来西亚     |                                   | 由马来西亚首相马哈迪·莫哈末主持开幕。 |
| 16   | 2000年11月19日至21日    | 龍岩     | 中国福建     |                                   |                                       |
| 17   | 2002年11月2日至6日      | 雅加達   | 印度尼西亞   | 和平開拓，邁向世界。              |                                       |
| 18   | 2003年10月26日至28日    | 鄭州     | 中国河南     | 聯誼、尋根、 合作、發展。         |                                       |
| 19   | 2004年11月18日至20日    | 贛州     | 中国江西     | 客家親•搖籃情                     |                                       |
| 20   | 2005年10月12日至14日    | 成都     | 中国四川     | 全球客家、天府情緣                |                                       |
| 21   | 2006年10月18日至21日    | 臺北     | 臺灣         |                                   |                                       |
| 22   | 2008年10月16日至18日    | 西安     | 中国陝西     | 炎黄根、客家情、 促和諧、謀發展。 |                                       |
| 23   | 2010年11月29日至12月1日 | 河源     | 中国廣東     | 古邑情，客家親。                  |                                       |
| 24   | 2011年12月1日至3日      | 北海     | 中国廣西     | 南珠故郡、客家情緣                |                                       |
| 25   | 2012年11月21日至23日    | 三明     | 中国福建     |                                   |                                       |
| 26   | 2013年9月10日           | 雅加達   | 印度尼西亞   | 華夏子孫同血脈， 全球客屬一家親。 |                                       |
| 27   | 2014年10月18日          | 開封     | 中国河南     | 根在中原‧開封                     |                                       |
| 28   | 2015年10月16至18日      | 新竹     | 臺灣         |                                   |                                       |
| 29   | 2017年10月13至15日      | 香港     | 香港         | 世客齐心、扬帆同行                |                                       |
| 30   | 2019年10月18至20日      | 吉隆坡   | 马来西亚     | 南洋客家风情，热情大马相聚        |                                       |
| 31   | 2022年6月24至26日       | 万锦     | 加拿大安大略 | 客聚万锦，家和天下                |                                       |
| 32   | 2023年11月7至9日        | 龙南     | 中国江西     | “五洲客家音，四海桑梓情”          | 世客会首次在内陆县一级举办            |
| 33   | 2024年10月24日-26日     | 洛阳     | 中国河南     | 根在河洛 客亲归乡                 |                                       |
| 34   | 2025年                  | 海口     | 中国海南     |                                   |                                       |

## 外部連結
- 世界客屬總會 （页面存档备份，存于）